# Rusifikace Ukrajiny

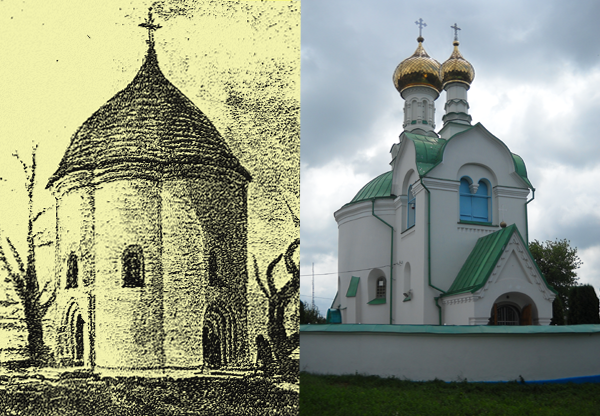
Jeden z ukrajinských kostelů před a po rekonstrukci

Rusifikace Ukrajiny (ukrajinsky Русифікація України, také зросійщення) je soubor akcí a opatření zaměřených na vytvoření a posílení stavu ruské národní a politické nadřazenosti na Ukrajině a mezi Ukrajinci prostřednictvím přechodu osob jiné než ruské národnosti k ruskému jazyku a ruské kultuře, po kterém následuje jejich asimilace. Ukrajina a Bělorusko jsou zeměmi nejvíce postiženými rusifikací.
Rusifikace je prastará politika charakteristická pro všechny ruské režimy, vzniklá v dobách Ruského impéria, posléze obnovená v období Sovětského svazu a zintenzivněná na územích okupovaných Ruskem za vlády Vladimira Putina. Projevuje se nejen vytěsňováním domácího jazyka a jeho nahrazováním ruštinou, ale i například porušťováním příjmení (k ukrajinským příjmením se v listinách obvykle přidávaly ruské koncovky a písmena), stejně jako rozsáhlými přestavbami místní architektury v ruských stylech a ničením původních sakrálních staveb.

## Chronologie
- 1690: Zákaz farních knih vytištěných v tehdejším ukrajinském literárním jazyce Ruskou pravoslavnou církví a první případy jejich ničení (tato politika začala bezprostředně po přechodu Hetmanátu pod protektorát Ruska).[4]
- 1720: Dekret Petra I. o zákazu tisku knih v ukrajinském jazyce v tiskárnách v Kyjevě a Černigově.[5]
- 1764: Dekret Kateřiny II. o rusifikaci Ukrajiny, Smolenska (etnicky běloruské území), pobaltských států a Finska (v Rusku nazýváno обрусение).[6][7]
- 1784: Úplný zákaz základního vzdělávání v ukrajinském jazyce na území Ruského impéria.
- 1786: Zákaz používání ukrajinského jazyka při bohoslužbách a jeho vyučování na vysokých školách.
- 1831: Zrušení Magdeburského práva ve městech, které znemožnilo vedení soudních jednání v ukrajinském jazyce.
- 1862: Byly uzavřeny poslední ukrajinské farní školy a ukončeno vydávání ukrajinského literárního, vědeckého a politického časopisu „Osnova.“
- 1863: Dekret Pjotra Valujeva, ve kterém prohlásil, že „ukrajinský jazyk neexistoval, neexistuje a nemůže existovat, a kdo tomu nerozumí, je nepřítelem Ruska“.[8]
- 1876: Emžský dekret zakázal tisk ukrajinských knih i jejich dovoz ze zahraničí, vydávání notových záznamů s texty v ukrajinštině a ukrajinská divadelní představení a veřejná vystoupení. Ve známost vešel incident, kdy byl sbor Mykoly Lysenka nucen během koncertu zpívat ukrajinskou lidovou píseň Дощик („Deštík“) ve francouzštině.
- 1881: Vydán zákon, který umožňoval tisknout písňové texty a slovníky v ukrajinštině, ale ruským písmem a pravopisem (tzv. jaryžka). Představení v ukrajinštině podléhala povolení úřadů na místní úrovni.
- 1882: Ruská vláda nařídila cenzorům přísně dohlížet na to, aby nebyly povoleny překlady cizí literatury do ukrajinského jazyka.
- 1887: Cenzor bez přečtení zamítl rukopis gramatiky ukrajinského jazyka, přičemž autorovi napsal, že „není potřebné povolit zveřejnění gramatiky jazyka odsouzeného k neexistenci.“
- 1888: Dekret imperátora Alexandra III. „O zákazu používání ukrajinského jazyka v oficiálních institucích a křtu dětí ukrajinskými jmény.“
- 1889: Během archeologického kongresu v Kyjevě bylo povoleno číst projevy ve všech jazycích kromě ukrajinštiny.
- 1894: Zákaz dovozu ukrajinských knih ze zahraničí.
- 1895: Zákaz vydávání dětských knih v ukrajinském jazyce.
- 1903: Při odhalení pomníku spisovatele Ivana Kotljarevského v Poltavě nebyly povoleny proslovy v ukrajinštině.
- 1905: Kabinet ministrů Ruska zamítl žádost Kyjevské a Charkovské univerzity o zrušení zákazu ukrajinského jazyka a označil ji za „nevhodnou.“
- 1906 a 1907: Zákaz vydávání ukrajinských novin „Prosvita“ v Oděse a Mykolajivě.
- 1908: Senátní dekret, stanovující že „zlepšení vzdělávání na Ukrajině je pro Rusko škodlivé a nebezpečné.“
- 1910: Stolypinův dekret o zařazení Ukrajinců do kategorie cizinců a o zákazu vytvoření jakékoli ukrajinské politické organizace.
- 1913: Ředitel kyjevského školského obvodu vydal pokyn zakazující žákům a studentům navštěvovat ukrajinská divadelní představení.
- 1914: Zákaz oslav 100. výročí narození nejvýznamnějšího ukrajinského spisovatele Tarase Ševčenka.[9]
- 1922: Po Ukrajinské válce za nezávislost došlo na Kubáni a v dalších oblastech osídlených Ukrajinci, ale začleněných do sovětského Ruska, k zákazu novin „Prosvita.“
- 1929: První hromadné zatýkání inteligence. Ukázalo se, že v Ukrajinské SSR byla  „ukrajinizace“ ve 20. letech 20. století prováděna za účelem identifikace budoucích obětí represí (viz Památníky komunistických zločinů na Ukrajině).
- 1933: Během Hladomoru Stalin zveřejnil telegram o konci ukrajinizace.
- 1937: Poprava  nejslavnějších představitelů tehdejší ukrajinské intelektuální elity sovětskými speciálními službami, která později dostala název „popravené obrození“ či „rudé obrození“ (ukrajinsky Червоний ренесанс).[10][11]
- 1938: Rozhodnutí Kremlu o povinném studiu ruského jazyka na školách sovětské Ukrajiny.
- 1958: Rozhodnutí ÚV Komunistické strany Ukrajiny o přechodu ukrajinských škol na ruský vyučovací jazyk. 17. září 1959 příslušnou rezoluci přijala Nejvyšší rada Ukrajinské SSR.
- 1961: XXII. sjezd komunistické strany přijal nový program strany obsahující bod o „sloučení národů v jeden sovětský lid“.
- 1970: Vyšlo nařízení ministerstva školství SSSR o povinnosti psát a obhajovat všechny diplomové práce pouze v ruštině.
- 1975: Díla ukrajinských spisovatelů vycházejí kvůli sovětské cenzuře ve zkrácené podobě.
- 1980: Nové zatýkání ukrajinské inteligence a disidentů, kteří byli následně podrobeni perzekuci prostřednictvím psychiatrie.
- 2014: Na Ruskem okupovaných územích východní Ukrajiny byly školy donuceny přejít vyučování v ruštině. Ruská vojska zabavila a spálila ukrajinské knihy a zbořila pomníky ukrajinských hejtmanů.[12]
- 2016: Po 2 letech ruské okupace Krymu zde byly uzavřeny všechny školy s ukrajinským vyučovacím jazykem. Od roku 2016 na Krymu fungovala pouze jedna škola vyučující v ukrajinštině. Formálně bylo ukrajinské vyučování povoleno, ale neformálně byly podobné pokusy aktivně blokovány.[13]
- 2019: Poslední škola na Krymu vyučující v ukrajinštině byla restrukturována a podle rodičů byly ve škole, nadále formálně označené za ukrajinskou, de facto všechny předměty vyučovány v ruštině.[14]
- 2022: Projev poslance Státní dumy Jevgenije Fjodorova před hlavou Ministerstva vědy Ruské federace na téma vytvoření Institutu pro regulaci ukrajinských jazykových standardů v Rusku.[15] Ruské jednotky na dočasně okupovaných územích Ukrajiny zabavovaly a ničily ukrajinskou literaturu a ukrajinské učebnice dějepisu, vyvíjely tlak na učitele na dočasně okupovaných územích a nutily je vést vzdělávací proces na školách výhradně v ruštině.[16] V roce 2022 vytvořily okupační orgány Krymu tzv. rekvalifikační tábory učitelů s cílem převést je na „ruské standardy vzdělávání.“[17][18]
- 2023: Na dočasně okupovaných územích Rusové vyřazovali ukrajinské knihy z fondů veřejných a školních knihoven a spalovali je v kotelnách.[19]
- 2024: Rusko na územích Ukrajiny okupovaných po invazi v roce 2022 pokračovalo v zavádění vyučování v ruštině a osnov hlásajících putinovskou propagandu, a dále omezovalo vyučování v ukrajinštině. Ze strany okupačních úřadů také docházelo k trestání rodičů kteří své děti zapojili do ukrajinského distančního vzdělávání. Mezinárodní lidskoprávní organizace Human Rights Watch toto jednání ruských okupačních sil označila za porušení Úmluvy o právech dítěte.[20]